# الفوج المخلص (شمال لانكشاير)
الفوج المخلص (شمال لانكشاير) (حتى عام 1921 عرف باسم فوج شمال لانكشاير المخلص)، كان فوج مشاة من مشاة الخط تابع للجيش البريطاني من 1881 إلى 1970.

## الألقاب السابقة
- 1741 Mordaunt's Regiment
- 1748 The 47th Regiment of Foot
- 1782 The 47th (Lancashire) Regiment
- 1881 The Loyal North Lancashire Regiment
- 1921 The Loyal Regiment (North Lancashire)

## اليوم
تم وصل الفوج مع فوج لانكشاير في 27 مارس سنة 1970.